# 모건 (1966년 영화)
《모건》(Morgan: A Suitable Case For Treatment)은 미국에서 제작된 카렐 라이즈 감독의 1966년 영화이다. 데이비드 워너 등이 주연으로 출연하였다. BBC 방송 A Suitable Case for Treatment(1962년)에 기반을 둔다.

## 출연

### 주연
- 데이비드 워너
- 바네사 레드그레이브

### 조연
- 로버트 스티븐스
- 아이린 핸들
- 버나드 브레슬로우

## 기타
- 의상: 조셀린 릭카즈